# Mohamed Rabie Meftah
Pour les articles homonymes, voir Meftah (homonymie).
Mohamed Meftah, également appelé par son surnom Rabie Meftah, né le 5 mai 1985 à Tizi Ouzou, est un footballeur international algérien. Il évolue au poste de latéral droit de 2005 à 2024. À la suite de sa retraite sportive, il devient entraîneur et dirige actuellement la JSM Béjaïa.
Il compte 11 sélections en équipe nationale entre 2006 et 2017. En 2017, il est convoqué en prévision de la Coupe d'Afrique des nations au Gabon.

## Carrière

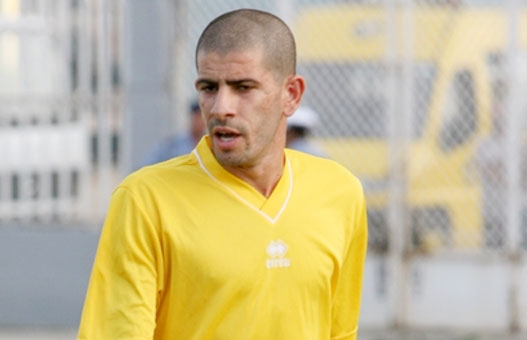
Meftah en 2009 sous le maillot de la JS Kabylie.

### En club

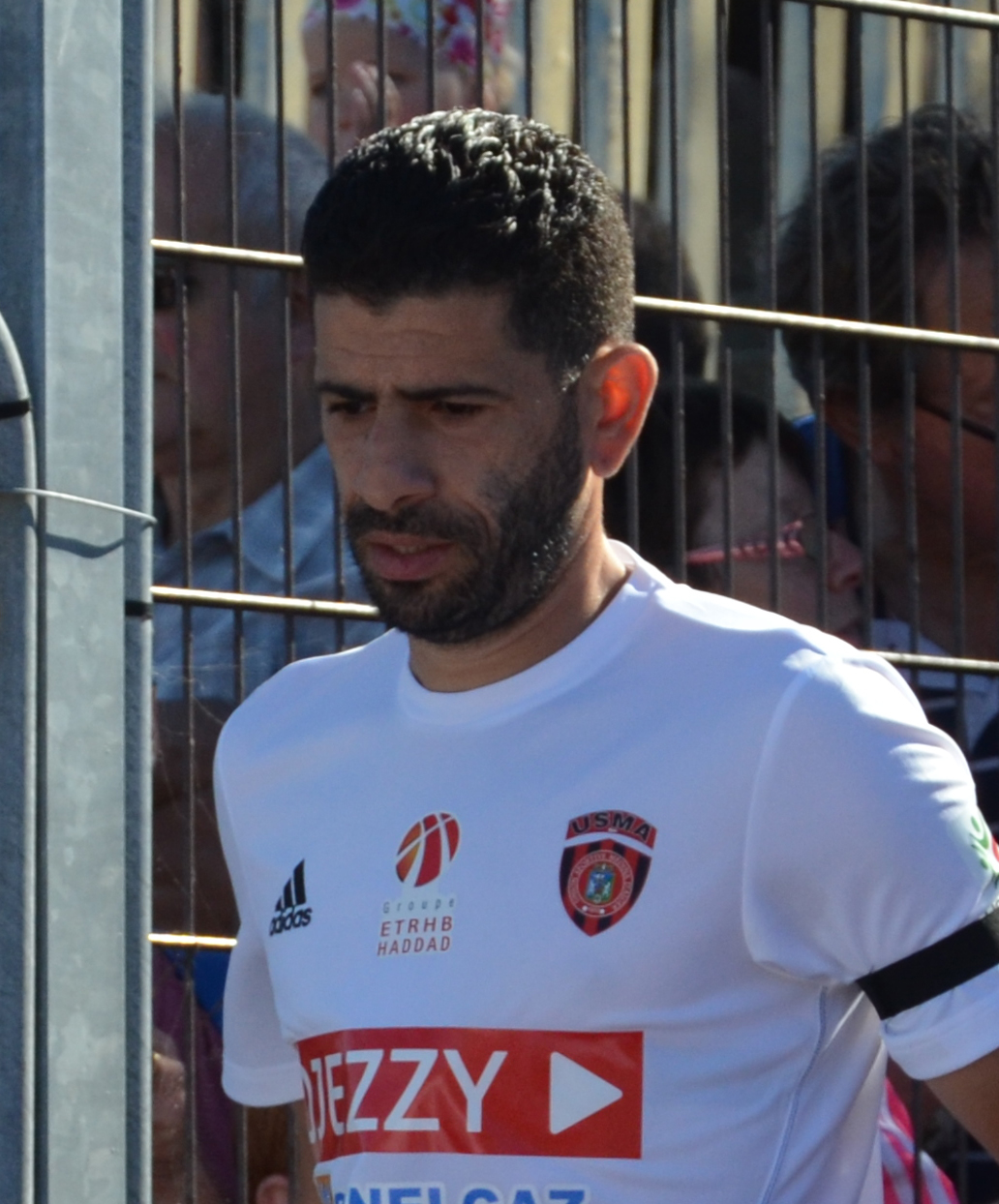
Meftah en 2016 sous le maillot de l'USM Alger.

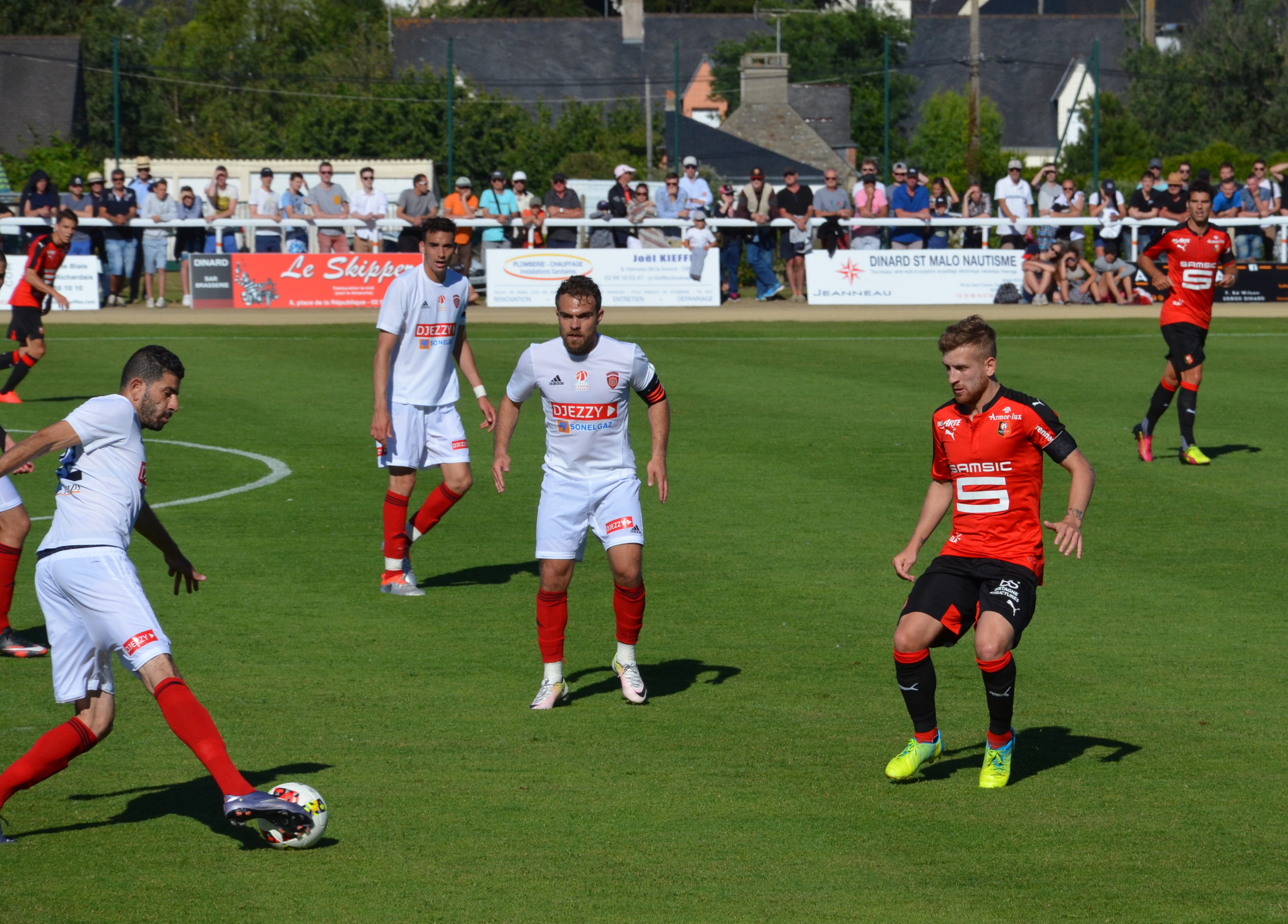
Meftah en 2016 contre le Stade rennais.

Mohamed Rabie Meftah est un latéral droit formé à la JS Kabylie. Il fait partie du groupe professionnel à partir de 2005. Il est considéré comme l'un des meilleurs arrière droits d'Algérie, à ce moment-là.

### En équipe d'Algérie
Meftah a été sélectionné cinq fois pour la sélection algérienne depuis ses débuts en 2006. Il a aussi fait des apparences pour l'Algérie A'.
Il apparait pour la première fois lors du match d'application Istres 1-2 Algérie le 14 août 2006.
En prévision de la Coupe d'Afrique des nations 2017 au Gabon, le joueur figure dans la liste des 23 joueurs algériens convoqués par le sélectionneur national Georges Leekens.

### Carrière d'entraîneur
Le 18 avril 2023, Meftah devient l'entraîneur de la JSM Béjaïa, club qu'il a connu en tant que joueur lors de la saison 2010-2011. Le club évolue en troisième division et occupe la huitième place du classement au moment de l'arrivée de Meftah.

### Vie privée
Il est le cousin de Rahim Meftah, Jugurtha Meftah, Chaabane Meftah et de l'ancien international algérien Mahieddine Meftah.

## Palmarès
- Champion d'Algérie en 2006 et 2008 avec la JS Kabylie et en 2014, 2016 et 2019 avec l'USM Alger.
- Vice-champion d'Algérie en 2007 et 2009 avec la JS Kabylie et en 2011 avec la JSM Béjaia.
- Vainqueur de la Coupe d'Algérie en 2013 avec l'USM Alger.
- Vainqueur de la Supercoupe d'Algérie en 2013 et 2016 avec l'USM Alger.
- Vainqueur de la Coupe de l'UAFA en 2013 avec l'USM Alger.
- Finaliste de la Supercoupe d'Algérie en 2014 avec l'USM Alger.
- Finaliste de la Ligue des champions de la CAF en 2015 avec l'USM Alger.

## Statistiques

### En club
| Saison                | Club                  | Championnat           | Championnat | Championnat | Coupe(s) nationale(s) | Coupe(s) nationale(s) | Supercoupe | Supercoupe | Compétition(s) continentale(s) | Compétition(s) continentale(s) | Compétition(s) continentale(s) | Coupe de l'UAFA | Coupe de l'UAFA | Total | Total |
| Saison                | Club                  | Division              | M.          | B.          | M.                    | B.                    | M.         | B.         | Comp.                          | M.                             | B.                             | M.              | B.              | M.    | B.    |
| 2005-2006             | JS Kabylie            | Division 1            | 18          | 2           | 5                     | 0                     | -          | -          | C1                             | 10                             | 0                              | -               | -               | 33    | 2     |
| 2006-2007             | JS Kabylie            | Division 1            | 24          | 1           | 3                     | 0                     | 1          | 0          | C1                             | 8                              | 0                              | -               | -               | 36    | 1     |
| 2007-2008             | JS Kabylie            | Division 1            | 24          | 1           | 1                     | 0                     | -          | -          | C1+C3                          | 4+7                            | 0+0                            | -               | -               | 36    | 1     |
| 2008-2009             | JS Kabylie            | Division 1            | 27          | 6           | 1                     | 0                     | -          | -          | C1                             | 0                              | 0                              | -               | -               | 28    | 6     |
| 2009-2010             | JS Kabylie            | Division 1            | 28          | 2           | 5                     | 0                     | -          | -          | C1                             | 5                              | 1                              | -               | -               | 38    | 3     |
| 2010-2011             | JSM Béjaïa            | Ligue 1               | 24          | 6           | 2                     | 0                     | -          | -          | -                              | -                              | -                              | -               | -               | 26    | 6     |
| 2011-2012             | USM Alger             | Ligue 1               | 23          | 3           | 2                     | 0                     | -          | -          | -                              | -                              | -                              | -               | -               | 25    | 3     |
| 2012-2013             | USM Alger             | Ligue 1               | 16          | 1           | 3                     | 0                     | -          | -          | C3                             | 1                              | 0                              | 4               | 1               | 24    | 2     |
| 2013-2014             | USM Alger             | Ligue 1               | 25          | 4           | 2                     | 0                     | 1          | 0          | -                              | -                              | -                              | -               | -               | 28    | 4     |
| 2014-2015             | USM Alger             | Ligue 1               | 27          | 5           | 3                     | 0                     | 1          | 0          | C1                             | 10                             | 3                              | -               | -               | 41    | 8     |
| 2015-2016             | USM Alger             | Ligue 1               | 19          | 8           | 1                     | 0                     | -          | -          | -                              | -                              | -                              | -               | -               | 20    | 8     |
| 2016-2017             | USM Alger             | Ligue 1               | 29          | 9           | 2                     | 1                     | 1          | 1          | C1                             | 3                              | 0                              | -               | -               | 35    | 11    |
| 2017-2018             | USM Alger             | Ligue 1               | 19          | 1           | 2                     | 1                     | -          | -          | C1+C3                          | 7+5                            | 0+0                            | -               | -               | 33    | 2     |
| 2018-2019             | USM Alger             | Ligue 1               | 14          | 2           | 1                     | 0                     | -          | -          | C3                             | 6                              | 0                              | 4               | 1               | 25    | 3     |
| 2019-2020             | USM Alger             | Ligue 1               | 16          | 5           | 1                     | 0                     | -          | -          | C1                             | 9                              | 3                              | -               | -               | 26    | 8     |
| 2020-2021             | NA Hussein Dey        | Ligue 1               | 28          | 10          | 2                     | 0                     | -          | -          | -                              | -                              | -                              | -               | -               | 30    | 10    |
| Total sur la carrière | Total sur la carrière | Total sur la carrière | 361         | 66          | 36                    | 2                     | 4          | 1          | -                              | 75                             | 7                              | 8               | 2               | 484   | 78    |

### En sélection
Le tableau suivant liste les rencontres de l'équipe d'Algérie dans lesquelles Mohamed Rabie Meftah a été sélectionné entre le 15 août 2006 et le 23 janvier 2017.